# 哈爾特馬尼采

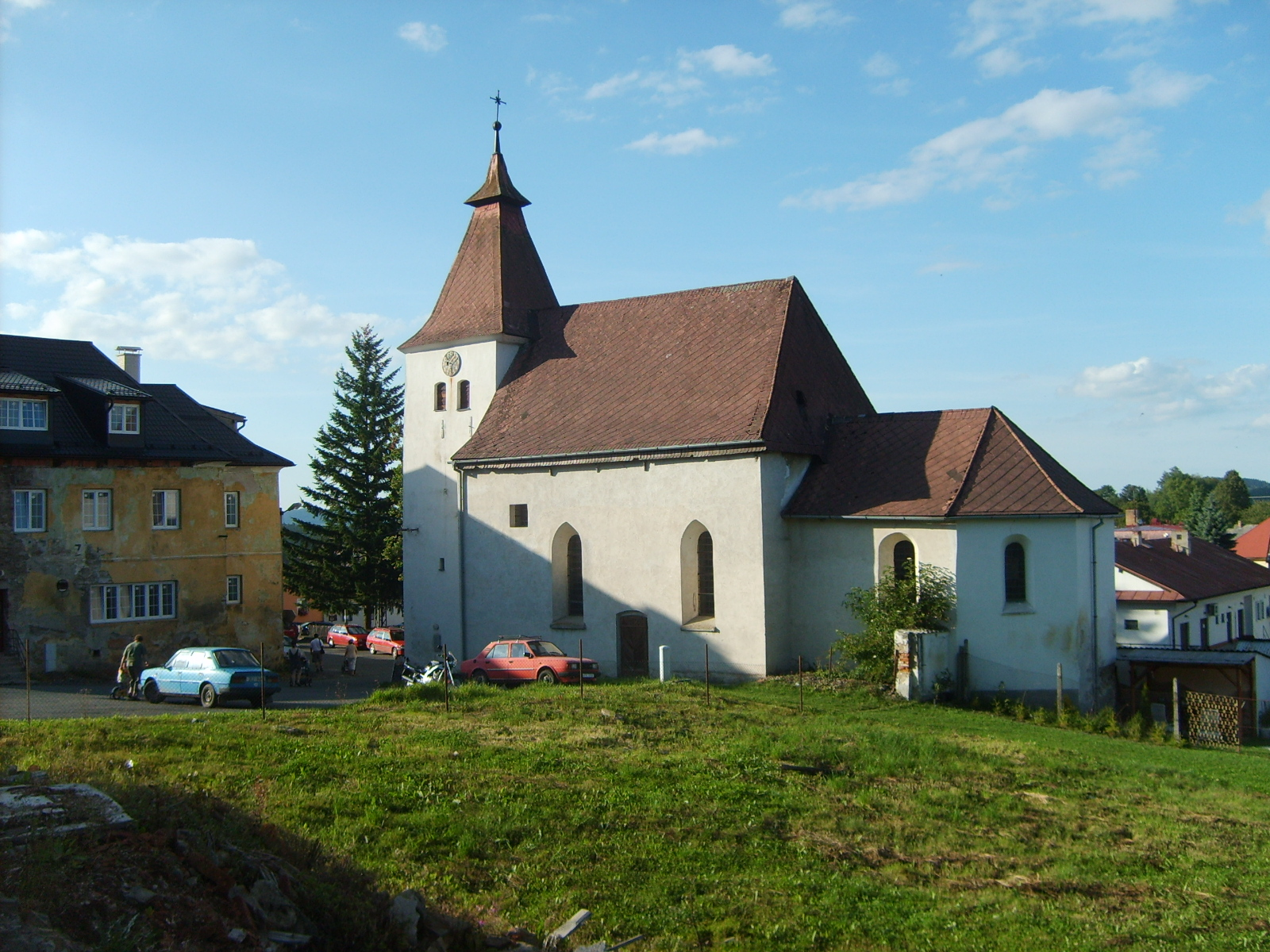

哈爾特馬尼采是捷克的城鎮，位於該國西南部，距離蘇希采11公里，由比爾森州負責管轄，面積62.2平方公里，海拔高度712米，鎮上的猶太教堂建於1883年，2014年人口1,057。

## 外部連結
- Municipal website（页面存档备份，存于）
- Mountain synagogue Hartmanice（页面存档备份，存于）
- Muzeum of Dr. Šimona Adler（页面存档备份，存于）